# Pittsfield (Ohio)
Pittsfield – miasto w Stanach Zjednoczonych, w stanie Ohio. Liczba mieszkańców w 2000 roku wynosiła 1 549.